# Scutelnic
Scutelnic (sau scutnic, de la verbul românesc a scuti; plural: scutelnici, scutnici) este denumirea care se dădea, în Evul Mediu, unui țăran din Țara Românească și din Moldova, care era scutit de plata birului domnesc în schimbul unor obligații suplimentare față de domn, de stăpânul de moșie sau de mănăstiri.
Categoria scutelnicilor a fost introdusă prin reformele lui Constantin Mavrocordat. Ea a fost abolită în Basarabia după anexarea acestei regiuni de Imperiul Rus prin Așezământul de organizare administrativă a Basarabiei din 29 aprilie 1818.
Tot scutelnic se numea și un scutier, adică un tânăr nobil vasal care purta scutul și celelalte arme ale cavalerului sau seniorului.
Termenul s-a păstrat în diferite nume, precum numele de familie Scutelnicu, Skutelnik și Skutnik (ultimele două fiind transliterări alternative a cuvântului din scrierea chirilică) și localitatea Scutelnici.